# Philoscia lifuensis
Philoscia lifuensis är en kräftdjursart som beskrevs av Stebbing 1900. Philoscia lifuensis ingår i släktet Philoscia och familjen Philosciidae. Inga underarter finns listade i Catalogue of Life.